# The New Daughter
The New Daughter is een Amerikaanse thriller/horrorfilm uit 2009 onder regie van Luiso Berdejo. Schrijver John Travis baseerde het verhaal op dat uit het gelijknamige korte verhaal van John Connolly.

## Verhaal
Schrijver John James (Kevin Costner) is pas gescheiden van zijn vrouw, die zowel hem als hun kinderen Louisa (Ivana Baquero) en Sam (Gattlin Griffith) in de steek heeft gelaten. Daarom is hij met zijn kinderen verhuisd naar een rustig plattelandsdorpje. Daar wil hij samen met hen een nieuwe start maken. Met name tiener Louisa heeft het zwaar met de scheiding van haar ouders en gedraagt zich met regelmaat opstandig tegen haar vader. De jongere Sam is vooral verward.
Ondanks dat John het niet wil hebben, gaat Louisa regelmatig het bos in om daar op een grafheuvel naar de lucht te gaan liggen kijken. Op een avond komt ze daarvan van top tot teen bedekt met zand en modder terug. John ziet het aan de zandsporen die door het huis naar de badkamer lopen. Louisa antwoord niettemin door de deur dat ze prima in orde is. Ze gaat zich vanaf dan steeds vaker vreemd gedragen. Haar opstandigheid neemt ook steeds meer toe.
John vindt op internet een artikel over de vorige bewoonster van het huis, genaamd Sarah Wayne. Zij sloot op een dag haar dochter op in haar slaapkamer en verdween daarna spoorloos. Het meisje werd in huis genomen door haar opa Roger Wayne (James Gammon). Hij verbrandde een tijdje later zijn woning met het meisje er nog in. Wanneer John hem opzoekt, vertelt Wayne hem dingen die John aan zijn eigen dochter doen denken.

## Rolverdeling
- Kevin Costner - John James
- Ivana Baquero - Louisa James
- Samantha Mathis - Cassandra Parker
- Gattlin Griffith - Sam James
- Erik Palladino - Officer Ed Lowry
- Noah Taylor - Professor Evan White
- James Gammon - Roger Wayne
- Sandra Ellis Lafferty - Mrs. Amworth
- Margaret Anne Florence - Alexis Danella
- Christopher Harvey - Rick Ross
- Brynn Massey - Sally
- Martin Thompson - Stewart Green
- Nevaina Graves Rhodes - Pam
- Rob Bonz - Adrian
- James Middleton - Scott